# Димитър Тролев
Димитър Коцев Тролев е български пожарникар и общественик от Македония.

## Биография
Тролев е роден през втората половина на XIX век в македонския град Щип, тогава в Османската империя. Емигрира в България.
Работи като пожарникар в столицата. Като обещава да изпълнява длъжността си чистосъвестно, акуратно и с пълно знание, понеже бил вече служил пет години „по тази част“ в София, подава прошение, с което моли да се назначи за командир на пожарната в град Русе. След доклад на кмета Лазар Динолов по този въпрос с решение на общинския съвет през 1894 година поема командването на пожарната в града, като наследява първия пожарен командир Иван Петров.
От рапортите му до кмета е видно постоянното му настояване за закупуване на необходимото противопожарно оборудване. Но при големи и сложни пожари не достигат хора и техника. Тролев се опитва да реши този проблем със създаването на дружина от доброволци, които да подпомагат редовите пожарникари в трудни моменти. Така през 1896 година в Русе е създадена първата в България доброволна пожарна дружина, наречена „Развитие“. Все пак в този период дружината не проявява „почти никакъв живот“ и престава да съществува. След шестгодишно командване на пожарната в Русе, през 1900 година е наследен от Генко Пенев.
Тролев, тогава наричан Капитан Тролев, е замесен в избухналата през 1900 година афера „Михайляну“. За това дело в Румъния задочно е осъден на 20 години затвор. Обвиняват го, че е подбудител и покровител на Стоян Димитров и Богданов, като им давал пари и паспорти и определял ролята им в покушение против румънския крал Карол I.
През 1903 година, отново, но кратко, от януари до октомври командва пожарната в Русе, като наследява Димитър Неделчев, а е наследен от Иван Генков. През 1904 година заедно с Руси Кожухаров и Найден Николов представлява България на третия конгрес на Международната асоциация на пожарните и спасителните служби, проведен в Будапеща. Сред инициаторите е на Първия пожарникарски събор в България, който се провежда от 14 до 18 септември 1905 година в София, председателстван от него. Председателства и с втория (1906) и с третия (1907) пожарникарски събор. На втория събор повдига въпроса за създаване на доброволни пожарни дружини във всички градове. Тогава в Русе е преучредено първото доброволно пожарно дружество с новото име „Спасител“. В преучредяването участва и Тролев, тогава командир на пожарната в София. В 1907 година създава доброволното пожарно дружество в столицата.
Тролев е активен сред македонската емиграция в България, председател е на Щипското благотворително братство. Във вестника „Македония“ е описана реч на Тролев на вечеринка на братството през 1922 година, в която той призовава да не се забравя отечеството Македония и сънародниците там:
| „ | Забавлението бѣ открито отъ прѣседателя на братството г-нъ Д. Тролевъ, който съсъ слабъ гласъ, но при силни чувства, напомни на събралитѣ се хубоститѣ на родния имъ градъ и славното негово минало и сѫщеврѣмено ги покани никога да не забравятъ своитѣ братя въ робската земя и да подържатъ духовнитѣ си връзки съ тѣхъ, защото за душитѣ нѣма прѣгради. | “ |

През 1924 година е член на настоятелството на Щипското братство, а през 1936 година е избран за председател на контролната комисия на Братството.